# Pilszcz
Pilszcz (česky Pilšť, zřídka také Plšť, německy Piltsch) je ves v Polsku poblíž hranic s Českem, s přibližně 750 obyvateli. Je součástí obce Ketř (Kietrz), okresu Hlučice (Głubczyce), Opolského vojvodství. Vsí protéká potok Ostra (čes. Ostrá, místně také Pilšťský potok).

## Historie
První osídlení lokality je doloženo z doby bronzové takzvaným Pilšťanským pokladem, tento vzácný soubor je uložen v Archeologickém muzeu ve Vratislavi.
První písemná zmínka pochází z roku 1183, kdy je obec uváděna pod názvem Belchiz, toho roku dar jistého Držislava, syna Heliova, potvrdil český kníže Přemyslovec Bedřich.  Roku 1255  ves patřila Bočkovi z Jaroslavic a ze Zbraslavi. 
Od roku 1909 vedla odtud přeshraniční železniční trať do Opavy. Do konce druhé světové války zde žilo převážně německé obyvatelstvo.

## Pamětihodnosti

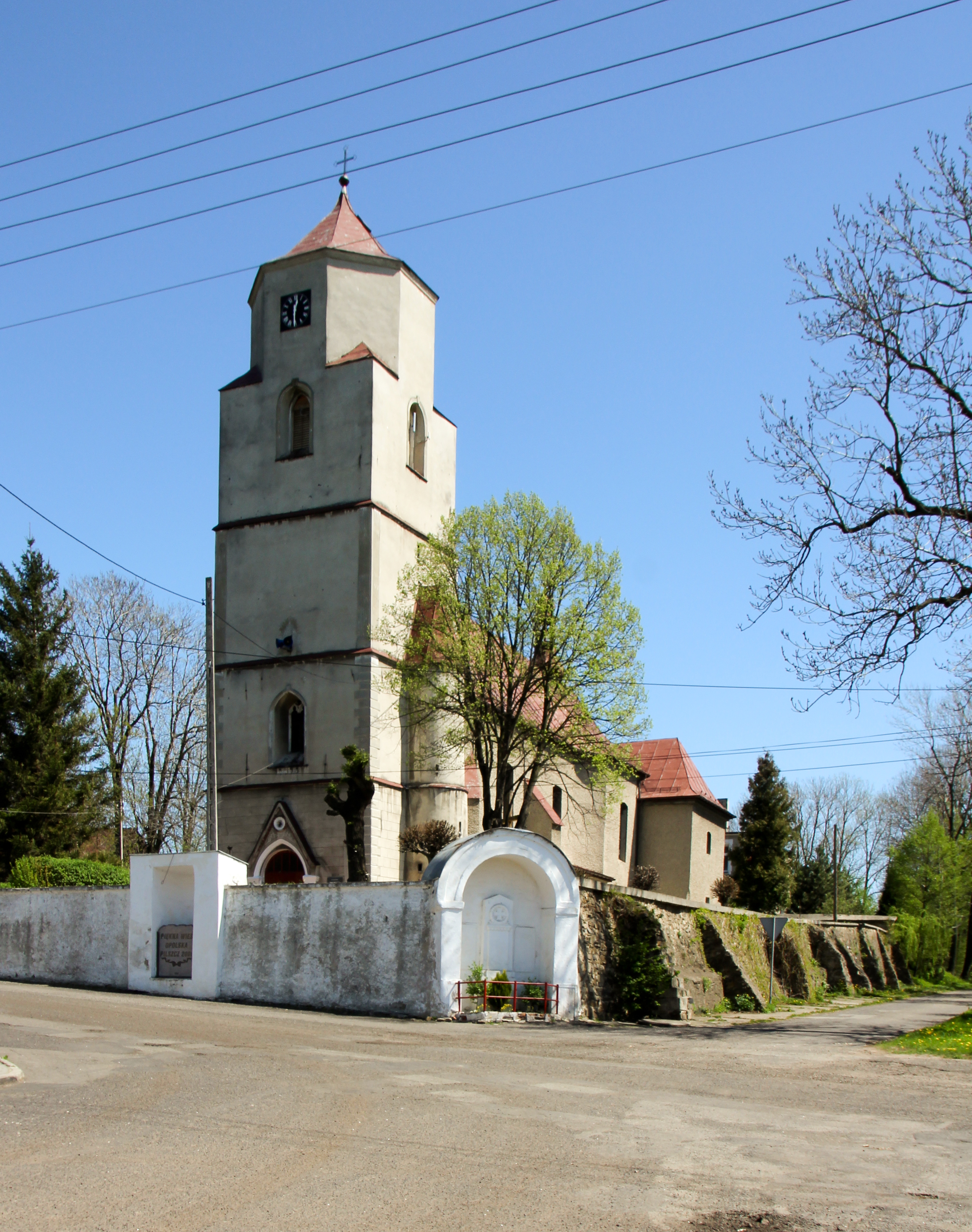
Kostel Nanebezetí Panny Marie

- Poutní kostel  Nanebevzetí Panny Marie je původem raně středověký, opevněný kostel, který sloužil jako refugium pro obyvatele z celého okolí;  byl přestavěn v 16. století a roku 1777, poškozen za druhé světové války. Často je nazýván Sanktuarium  Matky Boží Pilszczańské, oltářní obraz poutní madony se svatým Dominikem namaloval Emil Johann Lauffer.
- památná alej
- špýchar Pilszcz - dřevěný špýchar
- železniční nádraží - domek z roku 1906, nyní adaptovaný na obytný.